# Adamki (województwo pomorskie)
Adamki – osada w Polsce położona w województwie pomorskim, w powiecie człuchowskim, w gminie Koczała. Osada wchodzi w skład sołectwa Pietrzykowo.
W latach 1975–1998 miejscowość administracyjnie należała do województwa słupskiego.
W 1905 roku osadę zamieszkiwało 29 osób.